# Простантеровые
Проста́нтеровые (лат. Prostantheroídeae) — подсемейство двудольных растений в составе семейства Яснотковые (Lamiaceae).

## Описание
Кустарники, полукустарники и небольшие деревья. Листья простые. Цветки зигоморфные, редко почти актиноморфные, собраны в цимозное соцветие. Чашечка актиноморфная, редко 2-губчатая. Венчик состоит из 4-8 лепестков. Тычинок от 4 до 8. У родов Hemiphora, Microcorys, Westringia, Wrixonia две тычинки превращены в стаминодии. Семена с эндоспермом. Плод сухой схизокарп, который распадается на четыре односеменных мерикарпа.

## Классификация
Семейство включает в себя 16—17 родов и около 300 видов. Подсемейство разделяют на две трибы Westringieae и Chloantheae.
- Триба Chloantheae Benth. & Hook. f. (1876)
  - Brachysola  Rye
  - Chloanthes R.Br. — Хлоант, или Хлоантес
  - Cyanostegia Turcz. — Цианостегия
  - Dicrastylis J.Drumm. ex Harv. — Дикрастилис
  - Hemiphora (F.Muell.) F.Muell. — Гемифора
  - Lachnostachys Hook.
  - Mallophora Endl. — Маллофора
  - Newcastelia F.Muell. — Ньюкаслия
  - Physopsis Turcz. — Физопсис
  - Pityrodia R.Br. — Питиродия
- Триба Westringieae Bartl. (1830)
  - Hemiandra R.Br. — Гемиандра
  - Hemigenia R.Br.
  - Microcorys R.Br. — Микрокорис
  - Prostanthera Labill. — Простантера
= Cryphia R.Br. — Крифия
  - Westringia Sm. — Вестрингия
  - Wrixonia F.Muell.

## Распространение
Представители подсемейства встречаются только в Австралии.